# Championnat du Luxembourg de football 1979-1980
Navigation
Saison précédente Saison suivante
La saison 1979-1980 du Championnat du Luxembourg de football était la 66e édition du championnat de première division au Luxembourg. Les douze meilleurs clubs du pays se retrouvent au sein d'une poule unique, la Division Nationale, où ils s'affrontent deux fois, à domicile et à l'extérieur. À l'issue du championnat, les deux derniers du classement sont relégués et remplacés par les deux meilleurs clubs de Division d'Honneur, la deuxième division luxembourgeoise.
Le club de la Jeunesse d'Esch remporte le titre cette année après avoir terminé en tête du classement final, avec un seul point d'avance sur le tenant du titre, les Red Boys Differdange et 3 sur le Progrès Niedercorn. C'est le 17e titre de champion de l'histoire de la Jeunesse.

## Les 12 clubs participants
| - Chiers Rodange - Progrès Niedercorn - Etzella Ettelbruck - US Rumelange - Stade Dudelange - Promu de Division d'Honneur - Union Luxembourg | - AS La Jeunesse d'Esch - CS Grevenmacher - CA Spora Luxembourg - Promu de Division d'Honneur - Avenir Beggen - Red Boys Differdange - Aris Bonnevoie |

## Compétition

### Classement
Le barème utilisé pour établir le classement est le suivant :
- Victoire : 2 points
- Match nul : 1 point
- Défaite : 0 point

| Rang | Équipe                      | Pts | J  | G  | N  | P  | Bp | Bc | Diff |
| ---- | --------------------------- | --- | -- | -- | -- | -- | -- | -- | ---- |
| 1    | Jeunesse d'Esch             | 33  | 22 | 16 | 1  | 5  | 43 | 25 | +18  |
| 2    | Red Boys Differdange (T)    | 32  | 22 | 14 | 4  | 4  | 52 | 21 | +31  |
| 3    | Progrès Niedercorn          | 30  | 22 | 11 | 8  | 3  | 58 | 28 | +30  |
| 4    | Union Luxembourg            | 29  | 22 | 12 | 5  | 5  | 48 | 29 | +19  |
| 5    | CS Grevenmacher             | 22  | 22 | 6  | 10 | 6  | 27 | 32 | -5   |
| 6    | Stade Dudelange (P)         | 19  | 22 | 7  | 5  | 10 | 29 | 33 | -4   |
| 7    | CA Spora Luxembourg (P) (C) | 19  | 22 | 6  | 7  | 9  | 29 | 33 | -4   |
| 8    | Avenir Beggen               | 18  | 22 | 7  | 4  | 11 | 33 | 33 | 0    |
| 9    | Aris Bonnevoie              | 18  | 22 | 6  | 6  | 10 | 26 | 36 | -10  |
| 10   | Etzella Ettelbruck          | 17  | 22 | 7  | 3  | 12 | 30 | 44 | -14  |
| 11   | Chiers Rodange              | 16  | 22 | 6  | 4  | 12 | 18 | 44 | -26  |
| 12   | US Rumelange                | 11  | 22 | 4  | 3  | 15 | 21 | 56 | -35  |

|  | Qualification pour la Coupe d'Europe des clubs champions 1980-1981                           |
|  | Qualification pour la Coupe des Coupes 1980-1981                                             |
|  | Qualification pour la Coupe UEFA 1980-1981                                                   |
|  | Relégation en Division d'Honneur                                                             |
|  | (T) Tenant du titre (C) Vainqueur de la Coupe du Luxembourg (P) : Promu de deuxième division |

## Bilan de la saison
| Championnat du Luxembourg de football 1979-1980 |                             |
| Champion                                        | Jeunesse d'Esch (17e titre) |
| Coupes et trophées                              |                             |
| Vainqueur de la Coupe du Luxembourg 1979-1980   | CA Spora Luxembourg         |
| Qualifications continentales                    |                             |
| Coupe d'Europe des clubs champions 1980-1981    | Jeunesse d'Esch             |
| Coupe des Coupes 1980-1981                      | CA Spora Luxembourg         |
| Coupe UEFA 1980-1981                            | Red Boys Differdange        |
| Promotions et relégations                       |                             |
| Promus en Division Nationale                    | Olympique Eischen           |
| Promus en Division Nationale                    | Alliance Dudelange          |
| Relégués en Division d'Honneur                  | Chiers Rodange              |
| Relégués en Division d'Honneur                  | US Rumelange                |